# Лешек Бальцерович
Ле́шек Генрик Бальцеро́вич (пол. Leszek Henryk Balcerowicz; нар. 19 січня 1947, Ліпно, Влоцлавське воєводство, ПНР) — польський економіст і політик, представник монетаризму.
Організатор та ідейний натхненник польських економічних реформ (так званої «шокової терапії» або «Плану Бальцеровича») — перетворення країни з плановою економікою на країну з ринковою економікою.

## Життєпис
Народився 19 січня 1947 в Ліпно, Влоцлавське воєводство ПНР.
У 1969 вступив до правлячої Польської об'єднаної робітничої партії (ПОРП).
У 1970 з відзнакою закінчив факультет зовнішньої торгівлі Головної школи планування і статистики у Варшаві (нині Варшавська вища школа економіки). Працював там же науковим співробітником і викладачем.
У 1972—1974 роках навчався в Університеті Св. Джонса в Нью-Йорку (США).
У 1975 захистив докторську дисертацію в Головній школі планування і статистики у Варшаві.
У 1978—1980 роках працював в Інституті марксизму-ленінізму у Варшаві.
У 1978—1981 очолював групу вчених, які розробляли альтернативний проєкт економічних реформ у Польщі. Став членом польського соціологічного та економічного товариств. Постійно брав участь у наукових конференціях у ФРН, Великій Британії, Швеції, Індії, Угорщині та інших країнах.
У 1980—1981 роках — консультант профспілкового об'єднання «Солідарність».
У 1981 вийшов зі складу Польської об'єднаної робітничої партії (ПОРП).
У лютому — квітні 1989 брав участь у конференції «круглого столу» між ПОРП і опозицією. Був координатором діяльності Європейської економічної асоціації в Польщі.

## Автор реформи «План Бальцеровича»
У серпні 1989 Лех Валенса після тривалих пошуків відповідної кандидатури запропонував Бальцеровичеві увійти до складу першого уряду «Солідарності» й очолити економічні реформи в Польщі.
12 вересня 1989 Бальцерович обійняв посаду віце-прем'єра і міністра фінансів в уряді Тадеуша Мазовецького. Він також очолив Економічний комітет при Раді Міністрів Польщі. Бальцерович запропонував свій план якнайшвидшого переходу від планової державної економіки, що залишилася у спадок від Польської Народної Респубіки, до ринкових відносин і верховенства приватної власності. Пропонований комплекс реформ дістав назву «План Бальцеровича», але часто його називали «шоковою терапією», хоча сам Бальцерович неодноразово висловлювався проти вживання такого терміну щодо його реформ.
«План Бальцеровича» передбачав суворе обмеження інфляції, приведення до рівноваги протягом року державного бюджету, товарного і грошового ринків, переведення всіх сфер економіки на ринкові відносини. Для цього підвищувалися роздрібні ціни, скорочувалися бюджетні дотації, обмежувалися грошові доходи, а для підприємств вводився частковий внутрішній обіг злотого і встановлювався його єдиний курс.
Незважаючи на успіх реформи, її соціальні наслідки вже в перший рік почали викликати невдоволення і суперечливі оцінки. Бальцерович зберіг свій пост в кабінеті Яна-Кшиштофа Белецького, але в грудні 1991 уряд Яна Ольшевського було сформовано вже без його участі.
Перед Бальцеровичем постало завдання швидко реалізувати план швидкого переходу економіки Польщі від планової до ринкової. Завдання ускладнювалося важкою економічною ситуацією в країні, де всі ті реформи поставили багатьох на межу виживання, але водночас стимулювали процес виходу з кризової ситуації. При цьому підвищилися ціни на продукти та зросла вартість енергоносіїв у чотири рази. Так, політик Яцек Куронь згадував, що Бальцерович не раз міг почути на свою адресу, що він злодій, убивця чи грабіжник. Його звинувачували у підтримці багатих і нехтуванні бідними. Куронь, також, згадує, що в той час по країні проходило безліч акцій протесту, на яких сікли різками або спалювали ляльку Бальцеровича. Бальцерович проводив свої реформи всього 2 роки, проте то були ті роки, коли 40 мільйонів поляків опинилися за межею бідності і не бачили жодних перспектив. Річна інфляція сягла рекордної позначки — 640 %. Промислове виробництво виробництво впало на третину, а 40 % важкої і легкої промисловості опинилися на межі банкрутства.

## Визнання реформ
Після виходу з уряду Бальцерович працював запрошеним науковим співробітником Університету Бравна і Центру аналізу європейської політики у Вашинґтоні (США). У тому ж році був обраний професором Варшавської школи економіки. Як радник брав участь в економічних реформах в Росії та інших країнах СЕВ. У квітні 1994-го разом із Тадеушем Мазовецьким, Мечиславом Ґеремеком, Ганною Сухоцькою і Яном Белецьким заснував центристську політичну партію «Союз свободи» і був обраний її головою. 1997 року партія посіла на виборах третє місце, набравши 13 % голосів і увійшла до урядової коаліції. 31 жовтня 1997 Бальцерович зайняв посаду заступника Прем'єр-міністра і Міністра фінансів в уряді Єжи Бузека. 8 червня 2000-го, помітивши швидкий розвал урядової коаліції, Бальцерович пішов у відставку. Одначе Президент Олександр Квасневський незабаром призначив його головою Національного банку, і Сейм затвердив його кандидатуру голосами «Солідарності» й «Союзу свободи». Він був головою Національного банку Польщі з 10 січня 2001 по 10 січня 2007. У зв'язку з призначенням на цю посаду Бальцерович залишив посаду голови партії «Союз свободи». У 2000 — 2002 роках Бальцерович був також радником Президента Грузії Едуарда Шеварднадзе з економічних питань.
У 2003 році в Цюриху Лешек Бальцерович був обраний членом престижної Групи авторитетів Міжнародного інституту фінансів.
11 листопада 2005-го Президент Польщі Олександр Квасневський вручив Бальцеровичеві найвищу нагороду країни — Орден Білого орла — і відзначив, що без Бальцеровича шлях Польщі в Європейський союз був би довшим, якби взагалі відбувся.
У липні 2007 року аналітичний центр European enterpris institute (Брюссель) присвоїв Бальцеровичу титул «найбільшого реформатора в країнах Євросоюзу».
У жовтні 2008-го Лешек Бальцерович став одним із 8 членів Європейської експертної групи з розробки рекомендацій щодо запобігання наслідкам світової фінансової кризи в країнах Євросоюзу на чолі з головою МВФ Жаком де Ларозьє.
Після Революції Гідності 2013—2014 років неодноразово приїздив до України з виступами — інтерв'ю, лекціями, в яких пояснював своє бачення основ реформування української економіки. У 2015 йому було присвоєно звання Почесного доктора Львівської політехніки. З 22 квітня 2016 року представник Президента Порошенка у Кабінеті міністрів та співголова групи підтримки реформ у Кабміні.

## Видання
Свобода і розвиток: економія вільного ринку.— Львів, «Ї», 2000 р., 336 с., 1000 екз., м.п., ISBN 966-537-110-X.